# Viktor Platonovič Nekrasov
Viktor Platonovič Nekrasov (in russo Виктор Платонович Некрасов? ; Kiev, 17 giugno 1911 – Parigi, 3 settembre 1987) è stato uno scrittore sovietico.

## Biografia
Regista teatrale e architetto, dalla battaglia di Stalingrado, dove combatté in prima persona, trasse nel 1946 l'opera Le trincee di Stalingrado, realistica e antiretorica. Nel 1954 con il romanzo Nella città natale si fece conoscere per un linguaggio narrativo molto simile a Čechov, Remarque e ad Hemingway. Scrisse anche romanzi e racconti di impegno letterario e civile, come Kira Georgievna, del 1961, e vari libri dei suoi viaggi in Italia, in Francia e negli USA. Si batté per restituire la verità e la memoria a Babij Jar, luogo tragicamente noto per gli eccidi di massa avvenuti sin dal 29 settembre 1941, durante l'occupazione nazista. 
A partire dalla seconda metà degli anni cinquanta viaggiò fuori dall'URSS ed ebbe costanti contatti con molti intellettuali fra cui in particolare, in Italia, Carlo Levi, Vittorio Strada e Pier Paolo Pasolini. Il dialogo con l’Occidente, la denuncia dell’antisemitismo sovietico e le posizioni di dissenso gli costarono già nel 1963 gli attacchi diretti di Chruščëv e lo costrinsero all’emigrazione nel 1974. Trascorse gli ultimi anni di vita a Parigi, dove collaborò alla rivista Kontinent e a Radio Svoboda.

## Opere: sovietico in italia - 1960
- Viktor Nekrasov, Nelle trincee di Stalingrado, Castelvecchi Editore, 2013. ISBN 9788876158537.
- Viktor Nekrasov, Nella sua città, Feltrinelli editore, Milano 1955.
- Viktor Nekrasov, Kira Geòrgievna, tr. it. di Claudio Massetti, Einaudi, Torino 1961 ("Poket Longanesi" n. 218, tr. it. C. Massetti, Longanesi, Milano 1969)